# Casimiro Zamora Valdéz
Casimiro Zamora Valdéz es un político mexicano, actualmente integrante del partido Movimiento Regeneración Nacional (Morena). Fue diputado federal para el periodo de 2018 a 2021.

## Reseña biográfica
Casimiro Zamora es licenciado en Derecho egresado de la Universidad Autónoma de Sinaloa. Desde 1986 ejerce la docencia de nivel medio superior, además de ser empresario del ramo ferretero, así como productor agrícola y ganadero.
En el año de 1987 inició su actividad política como activista de la campaña presidencial de Cuauhtémoc Cárdenas Solórzano por el Frente Democrático Nacional en las elecciones de 1988. En 1989 fue miembro fundador del Partido de la Revolución Democrática, partido del que fue consejero nacional de 1996 a 1999 y en 1997 participó en la campaña del PRD a jefe de gobierno del Distrito Federal. De 2006 a 2007 fue dirigente del PRD a nivel municipal.
A partir de 2011 dejó el PRD y de dedicó a la fundación de lo que sería el partido Movimiento Regeneración Nacional, del que fue miembro fundaror en 2012 y secretario de Organización en Sinaloa de ese año a 2015, en que pasó a ser consejero nacional hasta 2018.
En 2018 fue postulado y electo diputado federal por el Distrito 4 de Sinaloa por la coalición Juntos Haremos Historia, siendo electo para la LXIV Legislatura que concluirá en 2021. En la Cámara de Diputados es secretario de la comisión de Recursos Hidráulicos, Agua Potable y Saneamiento; e integrante de la comisión de Economía Social y Fomento del Cooperativismo y de la comisión de Pesca.